# Orcs & Elves
Orcs & Elves – komputerowa gra fabularna w realiach fantasy, wyprodukowana przez Fountainhead Entertainment i wydana w 2006 roku przez Electronic Arts na telefony komórkowe i konsolę Nintendo DS. Jej autorem był John Carmack. Jest ona oparta na silniku gry Doom RPG. Gra jest przedstawiona jako przygodowe RPG, gdzie protagonista, młody elf, musi ocalić miasto krasnoludów od armii orków je okupujących. Kontynuacja gry pod nazwą Orcs & Elves II została wydana na telefony komórkowe.
Gra otrzymała mieszane recenzje, uzyskując średnią ocen 68 na 100 według agregatora Metacritic.